# Dysdera portisancti
Dysdera portisancti är en spindelart som beskrevs av Jörg Wunderlich 1995. Dysdera portisancti ingår i släktet Dysdera och familjen ringögonspindlar.
Artens utbredningsområde är Madeira. Inga underarter finns listade i Catalogue of Life.